# Akasaka
Akasaka (赤坂? letteralmente "Collina rossa") è un distretto residenziale e commerciale di Minato, Tokyo, in Giappone. Si trova a ovest del distretto e centro governativo Nagatachō e a nord di Roppongi, distretto famoso per la sua vita notturna; risulta quindi essere un compromesso tra i due, essendo più vivace di Nagatachō, ma più elegante di Roppongi. Tra le sue vie si possono trovare sia ristoranti che complessi di edifici, come per esempio Akasaka Sacas, all'interno del quale si trova la sede dell'emittente televisiva giapponese TBS.

## Storia
Il toponimo Akasaka (赤坂? letteralmente "Collina rossa") deriva da un'alterazione del termine akanesaka (茜坂?) che significa "collina della robbia", poiché le radici di tale pianta, la quale cresceva rigogliosa nella zona, erano utilizzate per produrre colorante rosso. Le prime testimonianze di Akasaka risalgono al XVII secolo, quando lo shogunato Tokugawa stabilì la sede del Palazzo shogunale nel castello di Edo, situato a nord-est di Akasaka.
L'area in prossimità del castello di Edo è detta Akasaka-mitsuke (赤坂見附?) che significa "posto di guardia di Asakasa" poiché era posta a protezione della zona sud-ovest del castello. Asakasa è situato su una serie di venticinque colline e Akasaka-mitsuke risulta essere il punto più basso, dove al tempo vi alloggiavano guerrieri, servitori e domestici; i signori più ricchi vivevano invece nel punto più alto a sud.
Il fiume che scorreva nella zona venne convogliato nel fossato costruito attorno al castello, mentre una parte dell'acqua venne utilizzata per la formazione di un lago artificiale che sarebbe servito come fornitura d'acqua dell'area di Tameike-Sannō (溜池山王? tameike significa appunto "stagno"). Ciò permise alla zona di prosperare e nel periodo Meiji essa divenne un popolare quartiere del piacere.
Dal 1878 al 1947 Akasaka fu uno dei quartieri originali della città di Tokyo ma, con la riforma che vide la fusione della giurisdizione della città di Tokyo a quella della sua prefettura in un unico ente metropolitano, Akasaka venne unito ai quartieri di Azabu e Shiba andando a formare il quartiere speciale di Minato.
Durante la seconda guerra mondiale Akasaka e la vicina area di Aoyama vennero rase al suolo dagli attacchi aerei alleati. Dopo la guerra, dalla metà degli anni cinquanta, la zona vide l'istituzione di numerosi grandi alberghi, il trasferimento della sede della TBS nel quartiere, e divenne un popolare punto di ritrovo della vita notturna almeno fino agli anni ottanta.
Parti del quartiere sono invece sono ancora considerate una roccaforte della Sumiyoshi-kai (住吉会?), uno dei più influenti gruppi yakuza del Giappone.

## Monumenti e luoghi d'interesse
Akasaka ha mantenuto alcune caratteristiche del passato: la parte bassa del distretto è incentrata sull'intrattenimento, mentre la parte alta è più elegante. Le strade più frequentate si trovano ad Akasaka-mitsuke, sede di numerosi ristoranti, pub, cafè e lounge bar. La parte alta è una zona collinare disseminata di belvedere dai quali è possibile godere della vista di Tokyo.
Un'area dedicata allo shopping è situata vicino all'Akasaka Excel Hotel Tokyu. La stessa zona è conosciuta per i suoi numerosi ristoranti e negozi.
La zona limitrofa Moto-Akasaka (元赤坂?), che sorge in prossimità di Akasaka-mitsuke, è sede del tempio Toyokawa-Inari, tempio buddhista dedicato alla figura del kami shintoista Inari, esempio di sincretismo religioso tra le due maggiori religioni praticate in Giappone. Esso è una sede staccata dell'omonimo e più conosciuto tempio situato nella prefettura di Aichi. Vicino alla stazione di Nogizaka è situato, invece, il santuario Nogi. A nord si estende l'Akasaka-goyōchi (赤坂御用地? "zona imperiale"), un'ampia zona boschiva all'interno della quale si trova il Palazzo di Akasaka (迎賓館?, Geihinkan), edificio governativo non aperto al pubblico usato principalmente per il ricevimento dei dignitari stranieri; e il Palazzo Tōgū (東宮御所?, Tōgū-gosho), residenza del principe della corona Naruhito.
Dagli anni ottanta in poi Akasaka, in alcune sue zone, è stata interessata da un crescente sviluppo urbano contemporaneo sfociato nell'edificazione nel 2008 del complesso multifunzionale Akasaka Sacas, il cui punto focale è la sede della rete televisiva TBS.
Al confine con Roppongi si trova inoltre Tokyo Midtown, il più grande complesso di edifici di Tokyo. La prima area con queste caratteristiche, Ark Hills, fu comunque realizzata già nel 1986. Una delle attrazioni più famose di questo complesso è la Suntory Hall, arena concerti di proprietà dell'azienda di produzione e distribuzione di bevande alcoliche Suntory.
Akasaka è inoltre sede di nove ambasciate straniere: Stati Uniti, Bahrein, Cambogia, Canada, Micronesia, Libano, Lesotho, Siria e Togo.

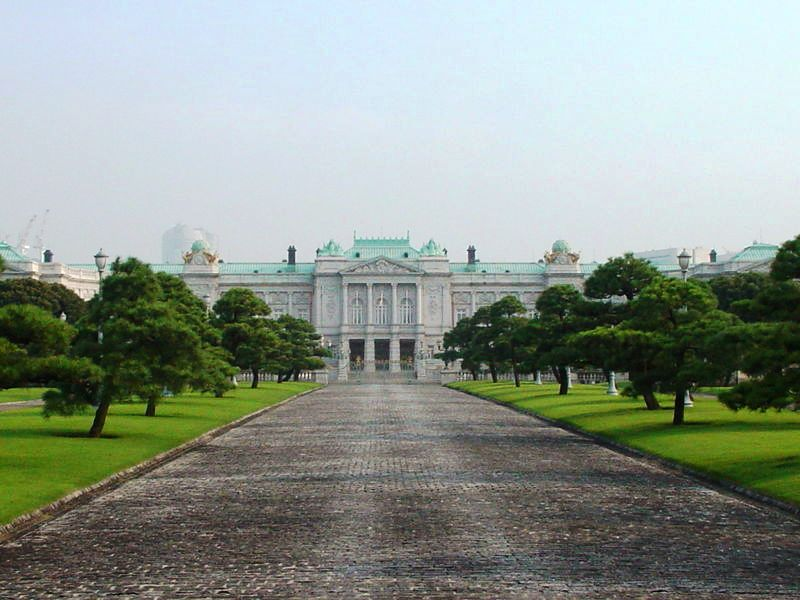
Palazzo Akasaka
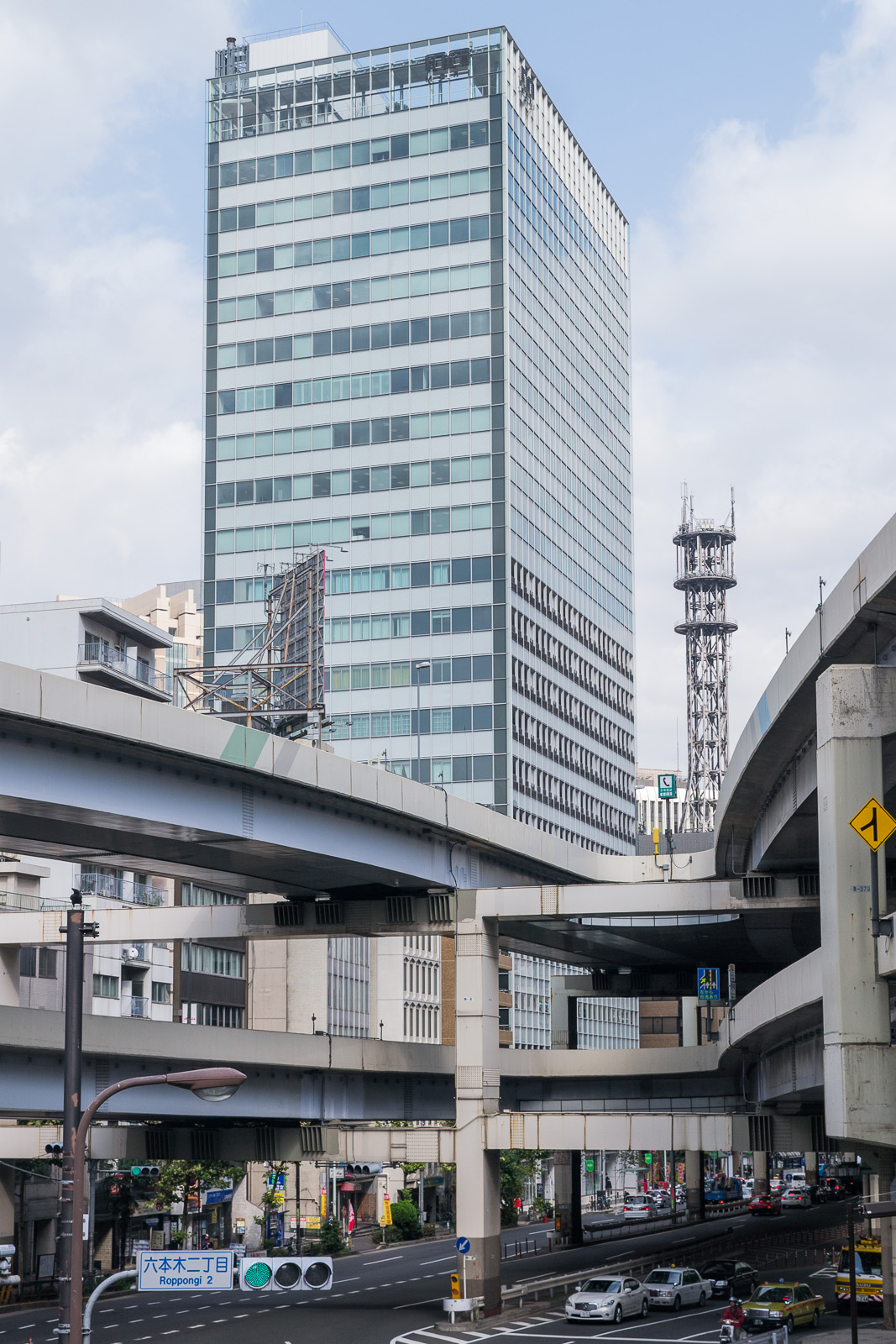
Ark Hills
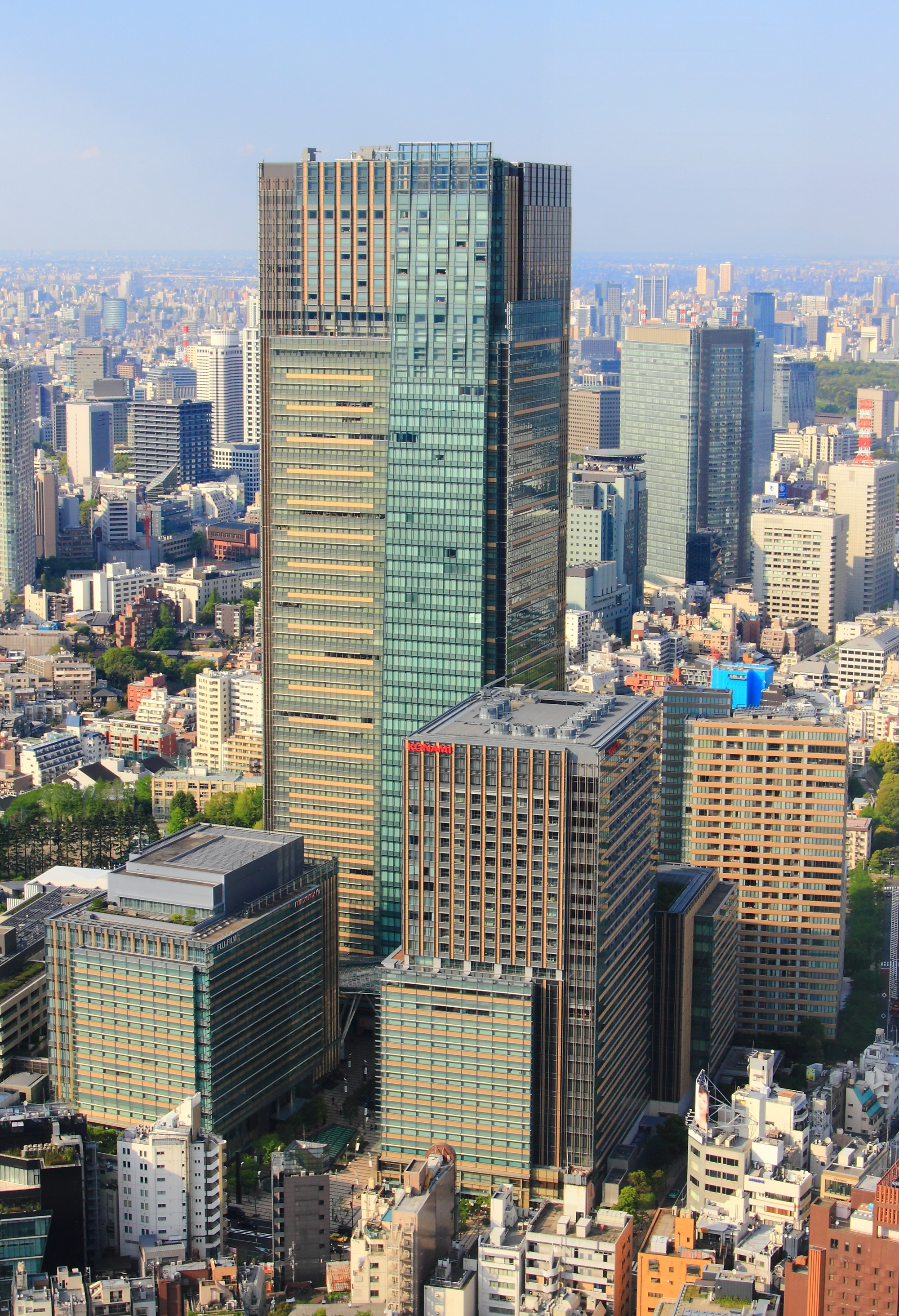
Tokyo Midtown
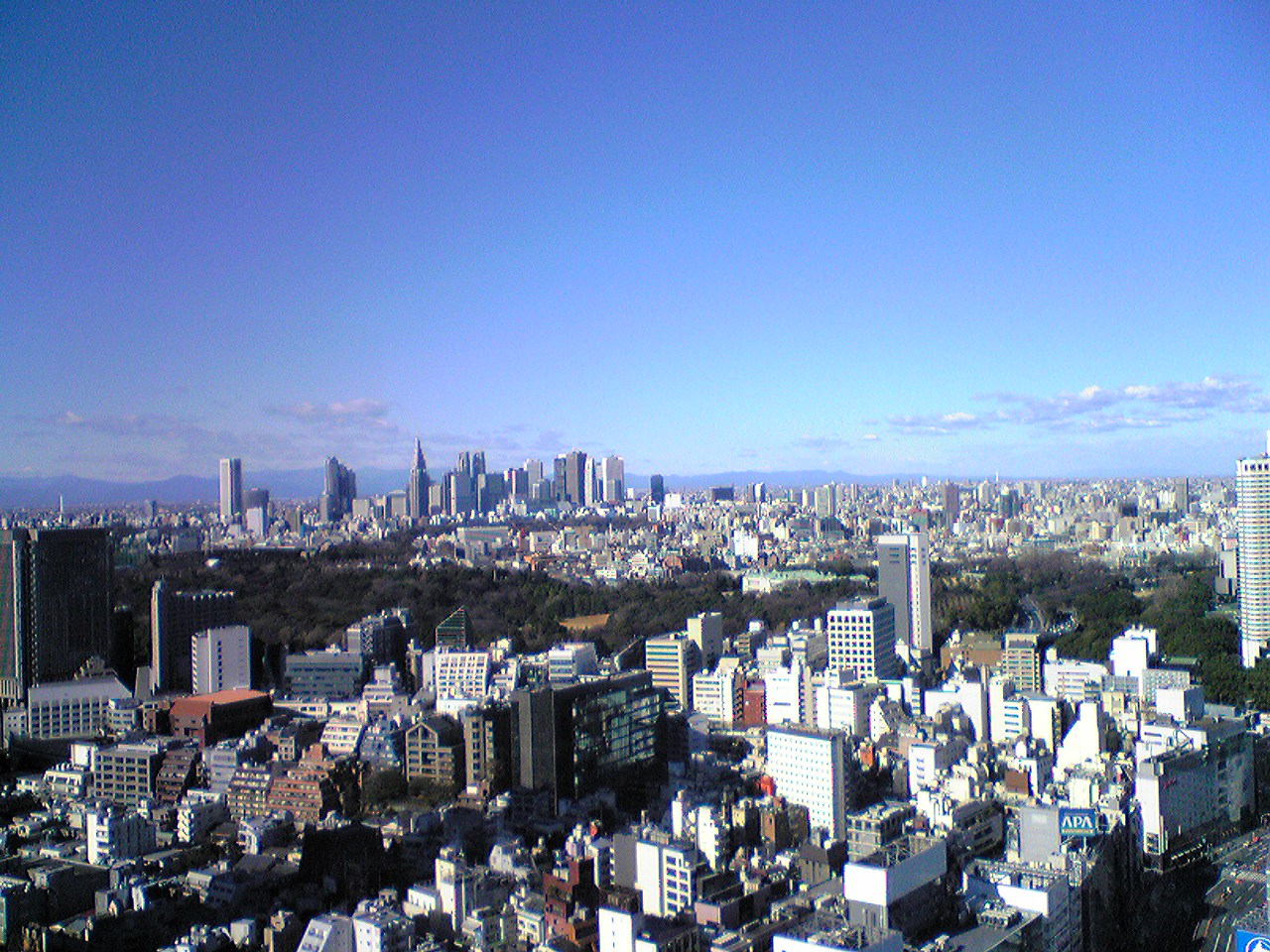
Akasaka-goyōchi
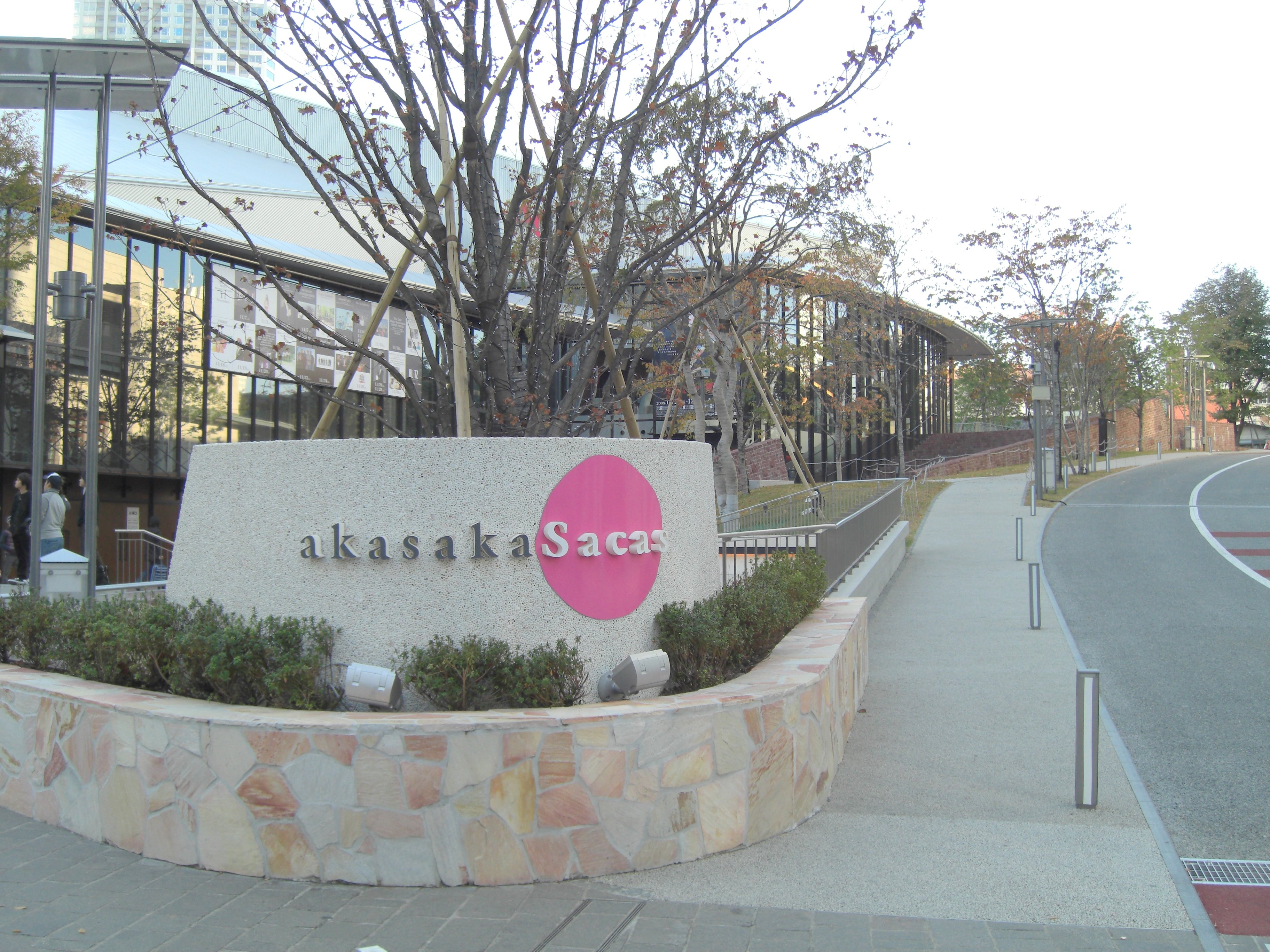
Akasaka Sacas
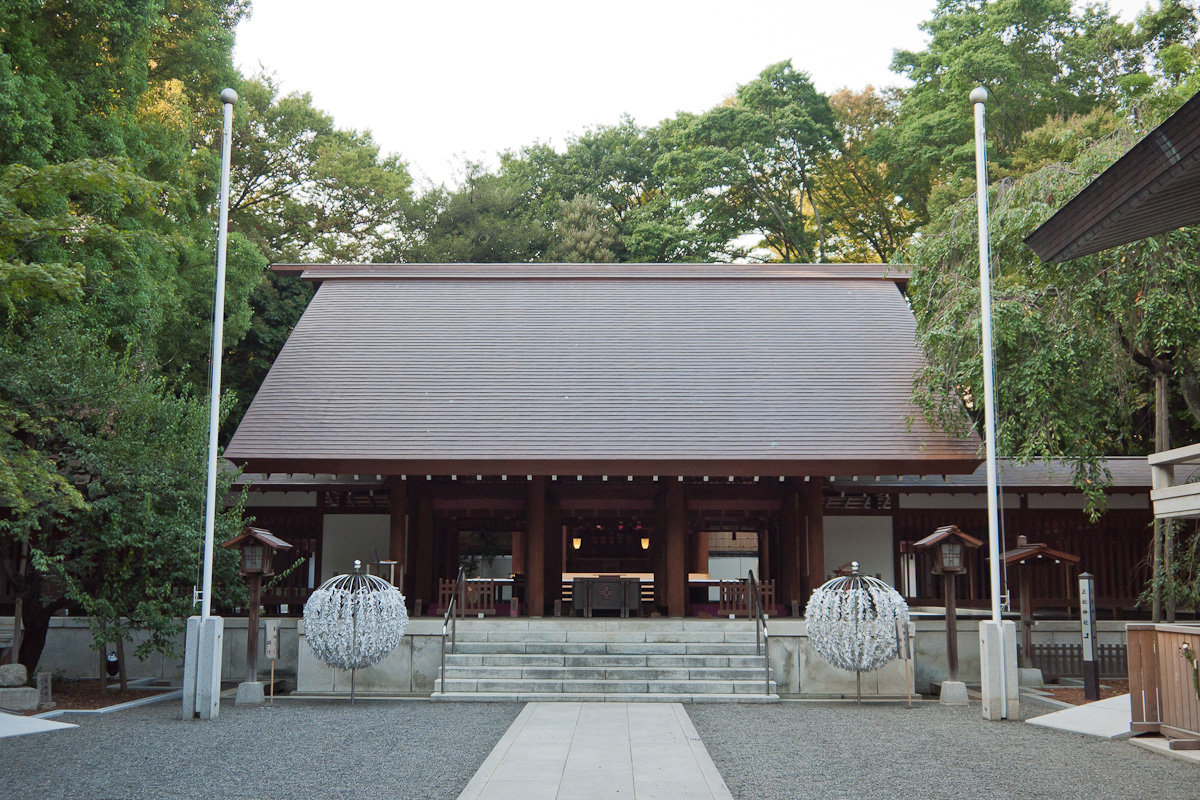
Santuario Nogi

## Economia

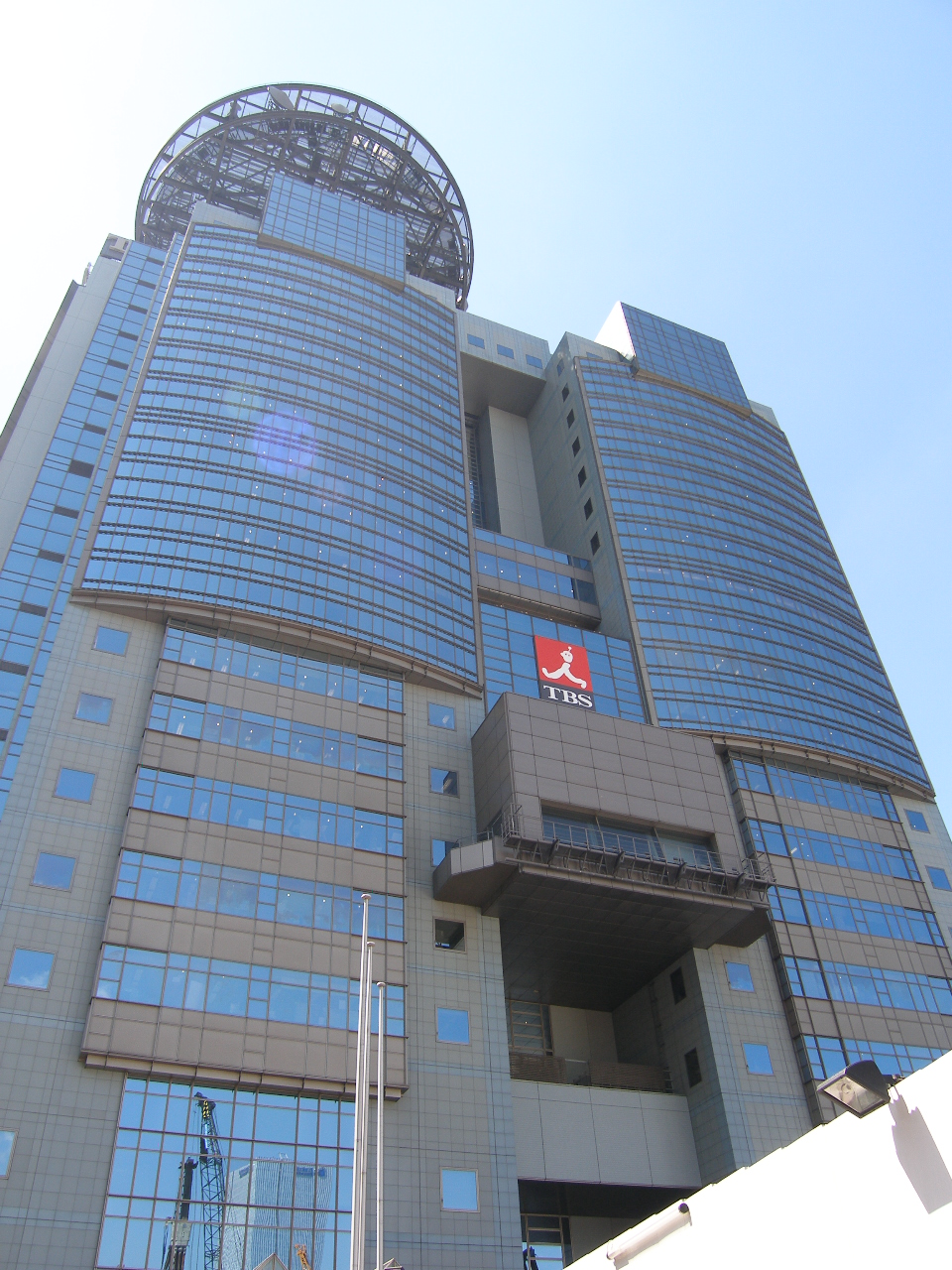
Quartier generale della TBS ad Akaska

Akasaka è sede di varie case discografiche (DefSTAR Records, Epic Records Japan, Ki/oon Records, Universal Music Japan, Geneon Entertainment), agenzie di talenti (Johnny & Associates, Sigma Seven) e di altre numerose aziende o compagnie (Fujifilm, Tohokushinsha Film, SCE Japan Studio, Komatsu, WOWOW, JETRO) oltre che dell'emittente televisiva TBS.

## Servizi

### Stazioni
- Stazione di Akasaka (Linea Chiyoda)
- Stazione di Akasaka-mitsuke (Linea Ginza, Linea Marunouchi)
- Stazione di Nagatachō (Linea Hanzōmon)
- Stazione di Aoyama-itchōme (Linea Hanzōmon, Linea Ginza, Toei Ōedo)
- Stazione di Nogizaka (Linea Chiyoda)
- Stazione di Tameike-Sannō (Linea Ginza, Linea Namboku)